# Мальчик с велосипедом
«Мальчик с велосипедом» (фр. Le gamin au vélo) — фильм-драма, снятый бельгийскими режиссёрами Жан-Пьером и Люком Дарденнами по их собственному сценарию с Сесиль де Франс и Тома Доре в главных ролях. Премьера картины состоялась на Каннском кинофестивале 2011 года, где лента участвовала в основном конкурсе и была награждена гран-при.

## Сюжет
12-летний Сирил оказывается в приюте после того, как отец бросил его и уехал в неизвестном направлении. Мальчик не может поверить, что родитель отказался от него, и стремится во что бы то ни стало разыскать его. Однако всё безуспешно. Особенно Сирила расстраивает то, что папа продал его любимый велосипед. Во время своих поисков мальчик встречает добрую женщину Саманту, которая находит и выкупает его велосипед, а затем решает забирать его из приюта на выходные. Однако процесс приручения «зверёныша», в которого превратился Сирил, проходит отнюдь не гладко, что в итоге приводит к печальным последствиям.
Как и в предыдущем фильме братьев Дарденн «Молчание Лорны», в «Мальчике» звучит музыка Бетховена.

## В ролях
- Тома Доре — Сирил Катул
- Сесиль де Франс — Саманта
- Жереми Ренье — Ги Катул
- Фабрицио Ронджоне — книготорговец
- Эгон Ди Матео — Уэс
- Оливье Гурме — владелец бара
- Карл Жадо — учитель
- Клоди Дельфосс — человек на вокзале

## Награды и номинации
- 2011 — Гран-при жюри Каннского кинофестиваля.
- 2011 — участие в конкурсной программе Лондонского кинофестиваля.
- 2011 — почётное упоминание Вальядолидского кинофестиваля за актёрскую игру (Тома Доре).
- 2011 — премия Европейской киноакадемии за лучший европейский сценарий (братья Дарденн), а также три номинации: лучший европейский фильм, лучший европейский режиссёр (братья Дарденн), лучшая европейская актриса (Сесиль де Франс).
- 2011 — номинация на премию «Спутник» за лучший фильм на иностранном языке.
- 2012 — номинация на премию «Золотой глобус» за лучший фильм на иностранном языке.
- 2012 — номинация на премию «Сезар» за лучший зарубежный фильм.
- 2012 — номинация на премию «Независимый дух» за лучший международный фильм.
- 2012 — попадание в пятёрку лучших зарубежных фильмов года по версии Национального совета кинокритиков США.
- 2012 — номинация на премию «Молодой актёр» за лучшую главную роль в международном фильме (Тома Доре).

## Рецензии
- Лидия Маслова. Очень доброе кино // Коммерсантъ Weekend. — 2012. — № 9 (3654).
- Михаил Трофименков. От хеппи-энда до катарсиса // Коммерсантъ Власть. — 2012. — № 11 (965).
- Станислав Зельвенский. Басня о парикмахерше, приютившей мальчика из детдома. Афиша (5 марта 2012). Дата обращения: 16 марта 2012. Архивировано из оригинала 26 мая 2012 года.